# Fünf Freunde 3
Fünf Freunde 3 ist ein Spielfilm, der am 16. Januar 2014 in den deutschen Kinos startete. Als Drehbuchvorlage diente die Kinderbuchserie Fünf Freunde von Enid Blyton, hierbei insbesondere die Bände Fünf Freunde erforschen die Schatzinsel sowie Fünf Freunde helfen ihrem Kameraden. Nach Fünf Freunde 2 ist der Film bereits die zweite Fortsetzung.  Der 3. Teil wurde teilweise in Thailand gedreht.

## Handlung
Die fünf Freunde entdecken im Urlaub auf einer exotischen Insel beim Tauchen in einem Schiffswrack einen geheimnisvollen Kompass, welcher nach Angaben des einheimischen Mädchens Joe der Hinweis auf einen Piratenschatz ist. Nachdem sich George, Julian, Dick, und Anne mit dem Mädchen angefreundet haben, erfahren sie, dass der Investor Mr. Haynes Pläne hat, einen Ferienpark in der Bucht zu errichten. Joes Familie würde durch diese Pläne aus der Bucht vertrieben, und so beschließen sie, nach dem Piratenschatz zu suchen, um mit ihm die Heimat der Familie zu retten. Die Fünf Freunde und Joe müssen sich allerdings bei der Suche nach dem Schatz (bei der Julian von einem giftigen Käfer, dem so genannten „Schwarzen Waldläufer“, gebissen wird), gegen das Gangsterpärchen Cassi und Nick verteidigen.

## Hintergrund
- Constantin Film gab am 27. Juli 2013 bekannt, dass die Dreharbeiten zu Fünf Freunde 3 im Juni 2013 in Thailand begonnen haben. Kinostart für die Fortsetzung sollte der 30. Januar 2014 sein.[3] Der Termin für die Kinoveröffentlichung wurde später auf den 16. Januar vorgezogen.
- Im dritten Teil wurde der Darsteller für Timmy gewechselt.
- Nach dem Erfolg des dritten Teils hat Constantin Film Fünf Freunde 4 angekündigt, der seit dem 29. Januar 2015 in den Kinos lief.

## Kritik
„So eine aus Versatzstücken zusammen gesetzte Handlung kann – vor allem Erwachsene – doch immer nur begrenzt begeistern. Für Kinder ist der dritte ‚Fünf Freunde‘-Teil immerhin halbwegs spannend.“